# Leo Halle
Leonhard Herman Gerrit Halle, appelé plus couramment Leo Halle (né le 21 janvier 1906 à Deventer et mort le 15 juin 1992 dans la même ville) était un joueur de football international néerlandais.

## Biographie

### Club
Surnommé De leeuw van Deventer (« Le lion de Deventer »), Halle évoluait dans le championnat néerlandais, dans le club des Go Ahead Eagles.

### International
Au niveau international, il joue entre 1928 et 1937 avec l'équipe des Pays-Bas de football pendant 15 matchs.
Il est sélectionné par l'entraîneur anglais Bob Glendenning pour participer à la coupe du monde 1934 en Italie.